# نوبورو تاکه‌شیتا
نوبورو تاکه‌شیتا (انگلیسی: Noboru Takeshita؛ زاده ۲۶ فوریهٔ ۱۹۲۴ – درگذشته ۱۹ ژوئن ۲۰۰۰) یک سیاست‌مدار اهل ژاپن بود.